# Edgardo Alejan
Edgardo Alejan (* 22. November 1986) ist ein philippinischer Sprinter, der sich auf den 400-Meter-Lauf spezialisiert hat.

## Sportliche Laufbahn
Erste internationale Erfahrungen sammelte Edgardo Alejan im Jahr 2011, als er bei den Südostasienspielen in Palembang in 1:53,39 min den sechsten Platz im 800-Meter-Lauf belegte. Zwei Jahre später erreichte er bei den Asienmeisterschaften in Pune über 400 Meter das Halbfinale und schied dort mit 48,18 s aus, während er mit der philippinischen 4-mal-400-Meter-Staffel in 3:10,86 min den fünften Platz erreichte. Anschließend gewann er bei den Südostasienspielen in Naypyidaw in 47,45 s die Silbermedaille hinter seinem Landsmann Archand Bagsit. Zudem siegte er in der Staffel mit 3:09,32 min. 2014 nahm er erstmals an den Asienspielen in Incheon teil und schied dort im Einzelbewerb mit 47,07 s im Halbfinale aus und gelangte mit der Staffel mit 3:11,67 min nicht bis in das Finale. Im Jahr darauf gewann er bei den Südostasienspielen in Singapur in 47,08 s die Bronzemedaille hinter dem Thailänder Kunanon Sukkaew und Quách Công Lịch aus Vietnam und sicherte sich mit der Staffel in 3:06,84 min die Silbermedaille hinter Thailand.
2017 wurde er bei den Südostasienspielen in Kuala Lumpur in 47,68 s Siebter über 400 Meter und gewann mit der Staffel in 3:08,42 min die Bronzemedaille hinter Thailand und Vietnam. Zwei Jahre darauf gewann er bei den Südostasienspielen im heimischen Capas in 3:08,63 min eine weitere Bronzemedaille hinter Vietnam und Thailand und gewann auch in der gemischten 4-mal-400-Meter-Staffel in 3:26,95 min die Bronzemedaille. 2022 gewann er dann bei den Südostasienspielen in Hanoi in 3:31,53 min erneut die Bronzemedaille in der Mixed-Staffel hinter Thailand und Vietnam. Das vietnamesische Team wurde nachträglich disqualifiziert und Alejan den Philippinen wurde die Silbermedaille zugesprochen.

## Persönliche Bestleistungen
- 400 Meter: 46,89 s, 9. April 2016 in Pasig City
- 800 Meter: 1:53,39 min, 15. November 2011 in Palembang